# Charrais
Charrais foi uma comuna francesa na região administrativa da Nova Aquitânia, no departamento de Vienne. Estendia-se por uma área de 14,63 km². Em 2010 a comuna tinha 1 005 habitantes (densidade: 68,7 hab./km²).
Em 1 de janeiro de 2017, passou a fazer parte da nova comuna de Saint-Martin-la-Pallu.